# Cycle annuel de la vigne

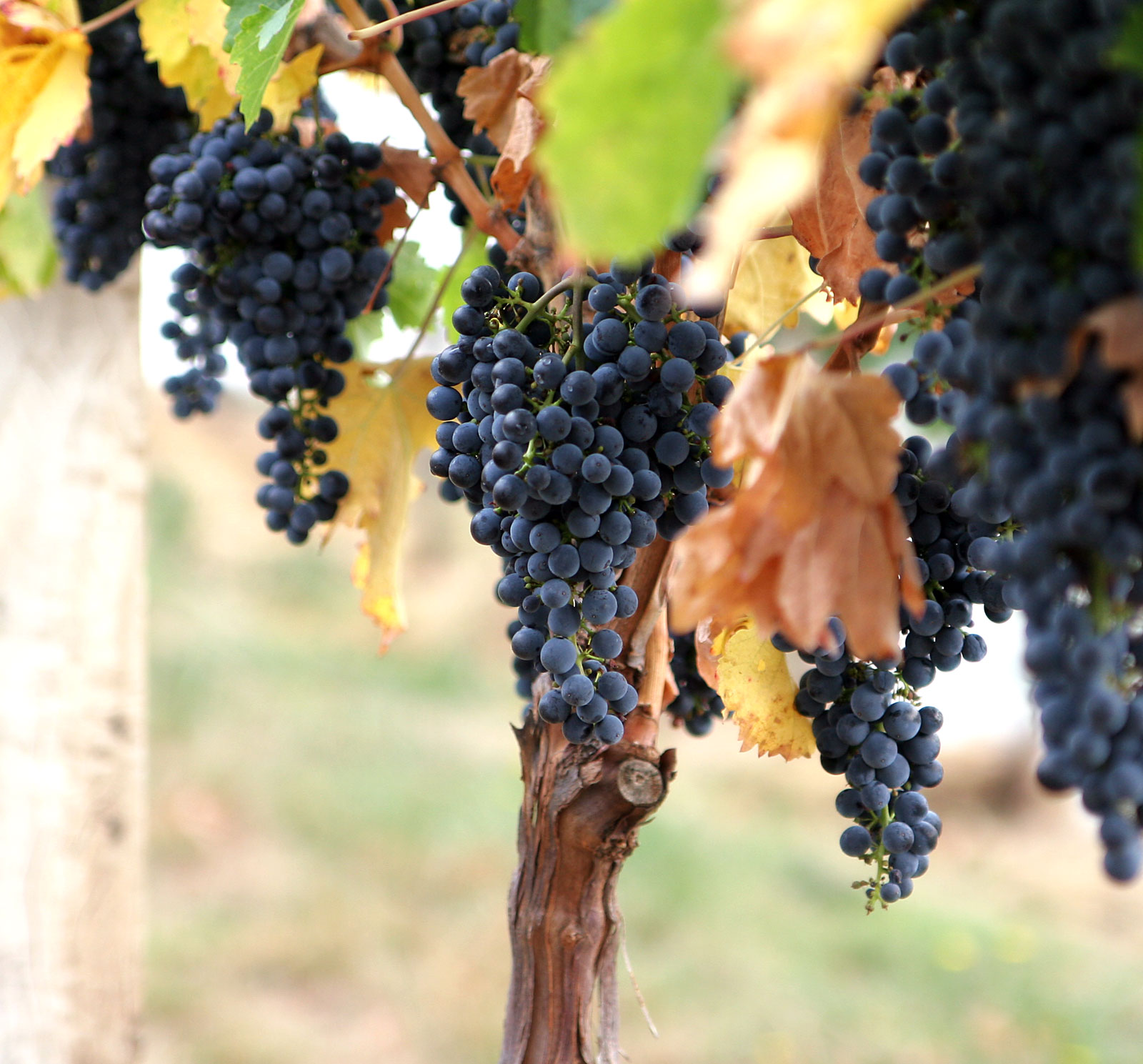
Grappes de raisin sur un cep de vigne.

Le cycle annuel de la vigne est un processus biologique qui se déroule chaque année dans les vignobles. Il commence au printemps par le débourrement des bourgeons et culmine en automne par la chute des feuilles, suivie par la dormance en hiver. Du point de vue de la vinification, chaque étape du processus joue un rôle essentiel dans le développement du raisin pour obtenir des caractéristiques idéales pour la fabrication du vin. Les viticulteurs contrôlent les effets du climat, des maladies et des ravageurs en favorisant ou en entravant la progression de la vigne depuis le débourrement, la floraison, la mise à fruits (nouaison, véraison), jusqu'à la vendange, la chute des feuilles et la dormance, intervenant au besoin par le recours à des pratiques viticoles comme la gestion de la canopée, l'irrigation, la taille et l'utilisation de produits agrochimiques.
Les étapes du cycle annuel de croissance sont généralement observables dès la première année de vie d'une vigne. La durée de chaque étape du cycle de croissance dépend d'un certain nombre de facteurs, notamment le type de climat (chaud ou frais) et les caractéristiques du cépage.

## Débourrement

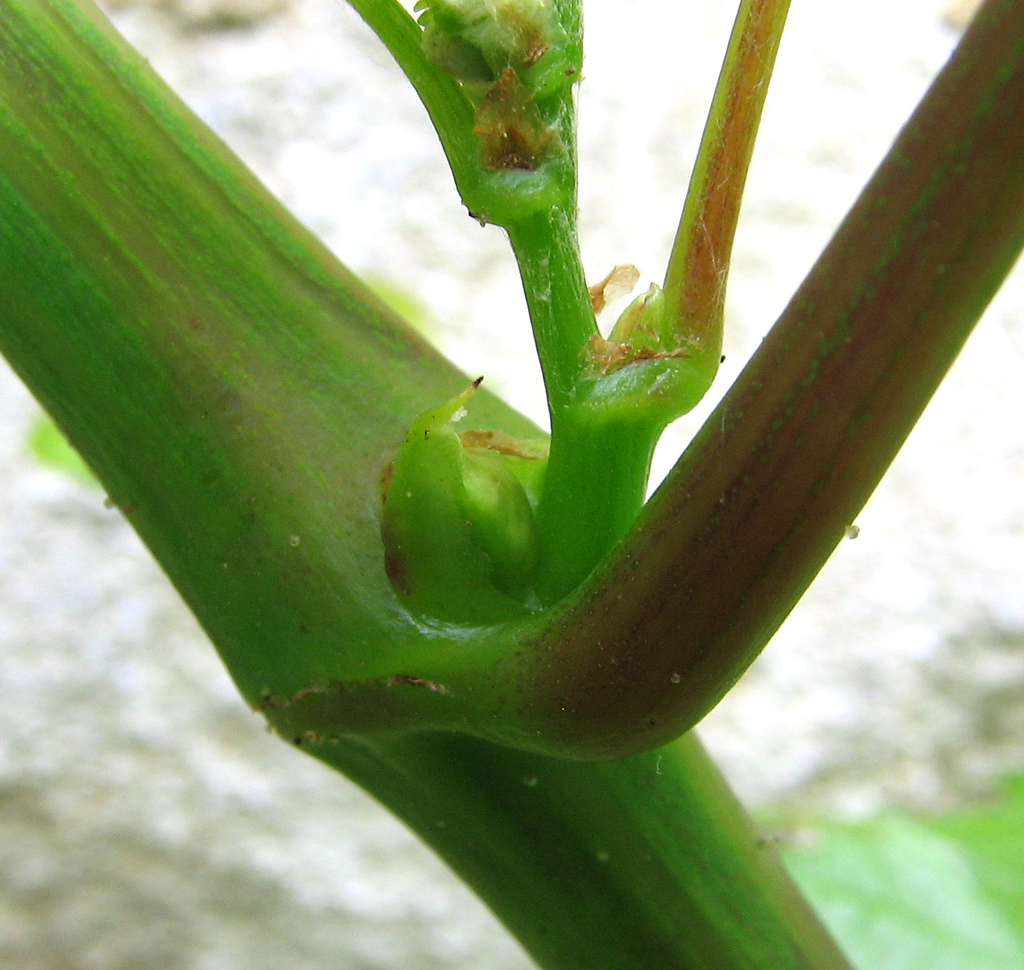
Bourgeon d'un cépage Regent, situé entre la tige et le pétiole.

La vigne commence son cycle végétatif annuel au printemps par le débourrement. Dans l'hémisphère nord, cette étape commence vers mars tandis que dans l'hémisphère sud elle commence vers septembre, lorsque les températures quotidiennes commencent à dépasser les 10 °C. Si la vigne a été taillée durant l'hiver, le début de ce cycle est signalé par des « pleurs » (écoulement de sève) de la vigne. Ces pleurs se produisent lorsque le sol commence à se réchauffer et que les forces osmotiques poussent la sève, contenant une faible concentration d'acides organiques, d'hormones, de minéraux et de sucres, à partir du système racinaire et l'expulsent par les blessures ou coupes dues à la taille. Pendant cette période, un seul cep de vigne peut laisser s'écouler jusqu'à 5 litres d'eau.
De minuscules bourgeons commencent à gonfler sur la vigne et finalement des pousses commencent à se développer à partir des bourgeons. Les bourgeons sont la petite partie de la vigne qui repose entre la tige de la vigne et le pétiole (pédoncule de la feuille). Ces bourgeons contiennent généralement trois pousses primordiales. Ils  apparaissent verts et couverts d'écailles, en été au cours du cycle de croissance précédent. Ils brunissent pendant la dormance hivernale, jusqu'au moment au printemps où la vigne entame le processus de débourrement et que le premier signe de vert apparaît dans le vignoble sous la forme de minuscules pousses. L'énergie qui permet cette croissance provient des réserves de glucides stockées dans les racines et le bois de la vigne au cours du dernier cycle végétatif. Finalement, les pousses émettent de minuscules feuilles qui peuvent commencer le processus de photosynthèse, produisant l'énergie nécessaire pour accélérer la croissance. Dans les climats chauds, après environ 4 semaines, la croissance des pousses commence à s'accélérer rapidement avec une longueur moyenne des pousses de 3 cm par jour.
Dans les climats tempérés, où les températures peuvent atteindre plus de 10 °C au milieu de l'hiver, certains cépages à bourgeonnement précoce (comme le Chardonnay) peuvent présenter un risque de débourrement prématuré. Il s'agit d'un danger viticole potentiel dans des régions comme la vallée de la Margaret River en Australie-Occidentale, où les courants chauds de l'océan Indien peuvent pousser les vignes de Chardonnay à bourgeonner prématurément au milieu du mois d'hiver de juillet. Après le débourrement, les jeunes pousses sont très vulnérables aux dégâts du gel, les vignerons faisant de grands efforts pour protéger les pousses fragiles si la température chute en dessous de zéro. Cela peut inclure la mise en place de réchauds ou de ventilateurs dans le vignoble pour empêcher l'air froid de s'installer sur les vignes.

## Floraison

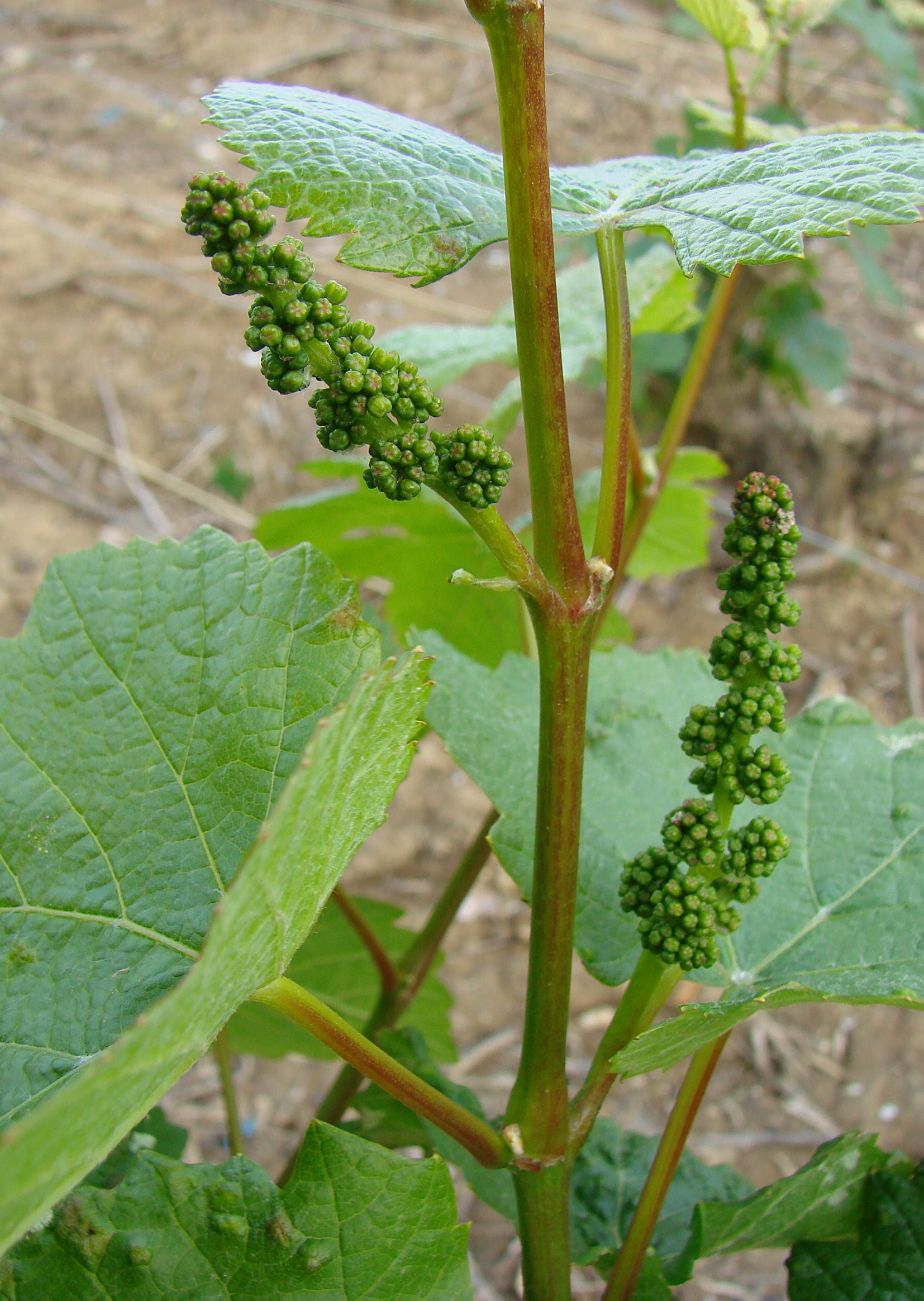
Inflorescences en formation.

Le processus de floraison commence 40 à 80 jours après le débourrement, selon les températures. De petites grappes de fleurs ressemblant à des boutons apparaissant alors à l'extrémité des jeunes pousses. La floraison se produit lorsque les températures quotidiennes moyennes se situent entre 15 et 20 °C, ce qui dans les régions viticoles de l'hémisphère nord se situe généralement vers mai et pour les régions de l'hémisphère sud vers novembre. Quelques semaines après l'apparition des grappes initiales, les fleurs commencent à grossir et on peut observer les fleurs individuellement.
C'est au cours de cette étape de floraison que se produisent la pollinisation et la fécondation des fleurs, le produit résultant étant une baie de raisin, contenant de 1 à 4 graines.

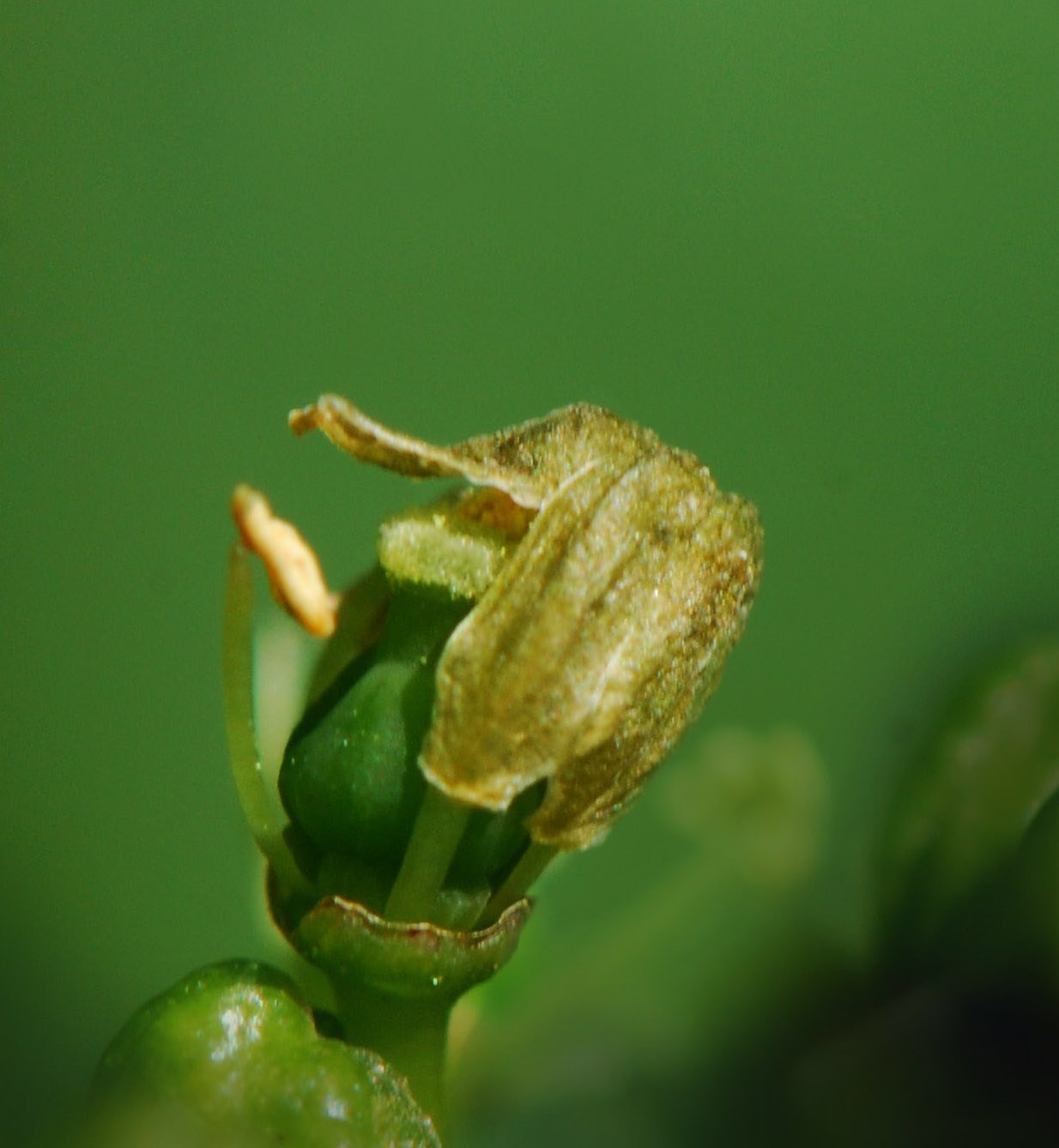
Le calyptre tombe et le pollen est transféré des anthères aux stigmates fertilisant la fleur.

La plupart des vignes (Vitis vinifera) cultivées sont hermaphrodites, les fleurs présentant à la fois des étamines mâles et des ovaires femelles, tandis que de nombreux vignes sauvages sont soit des individus mâles, produisant du pollen mais aucun fruit, ou des individus femelles, produisant des fruits uniquement si un pollinisateur est à proximité.
Les vignes hermaphrodites sont préférées pour la culture car chaque vigne est plus susceptible d'autopollinisation et de produire des fruits.
Au début du processus de floraison, la seule partie visible est le capuchon formé par les pétales soudés connu sous le nom de calyptre. Peu de temps après, le calyptre tombe, libérant le pollen des anthères. Le vent et les insectes ne jouent généralement qu'un rôle mineur dans l'aide à la pollinisation, le processus étant principalement autonome dans la vigne. Mais le croisement entre vignes de cépages différents est possible : le Cabernet sauvignon est un croisement de Cabernet franc et de Sauvignon blanc ; la Petite Sirah est un croisement de Syrah et Peloursin. Au cours du processus de fécondation, le pollen féconde l'ovaire qui produit des graines lorsque la fleur commence à se transformer en baie de raisin, encapsulant les graines. Des conditions météorologiques défavorables (froid, vent et pluie) peuvent gravement affecter le processus de floraison, empêchant de nombreuses fleurs d'être fécondées. C'est pendant cette période que les bourgeons qui feront la récolte des années suivantes commencent à se former.

## Mise à fruit

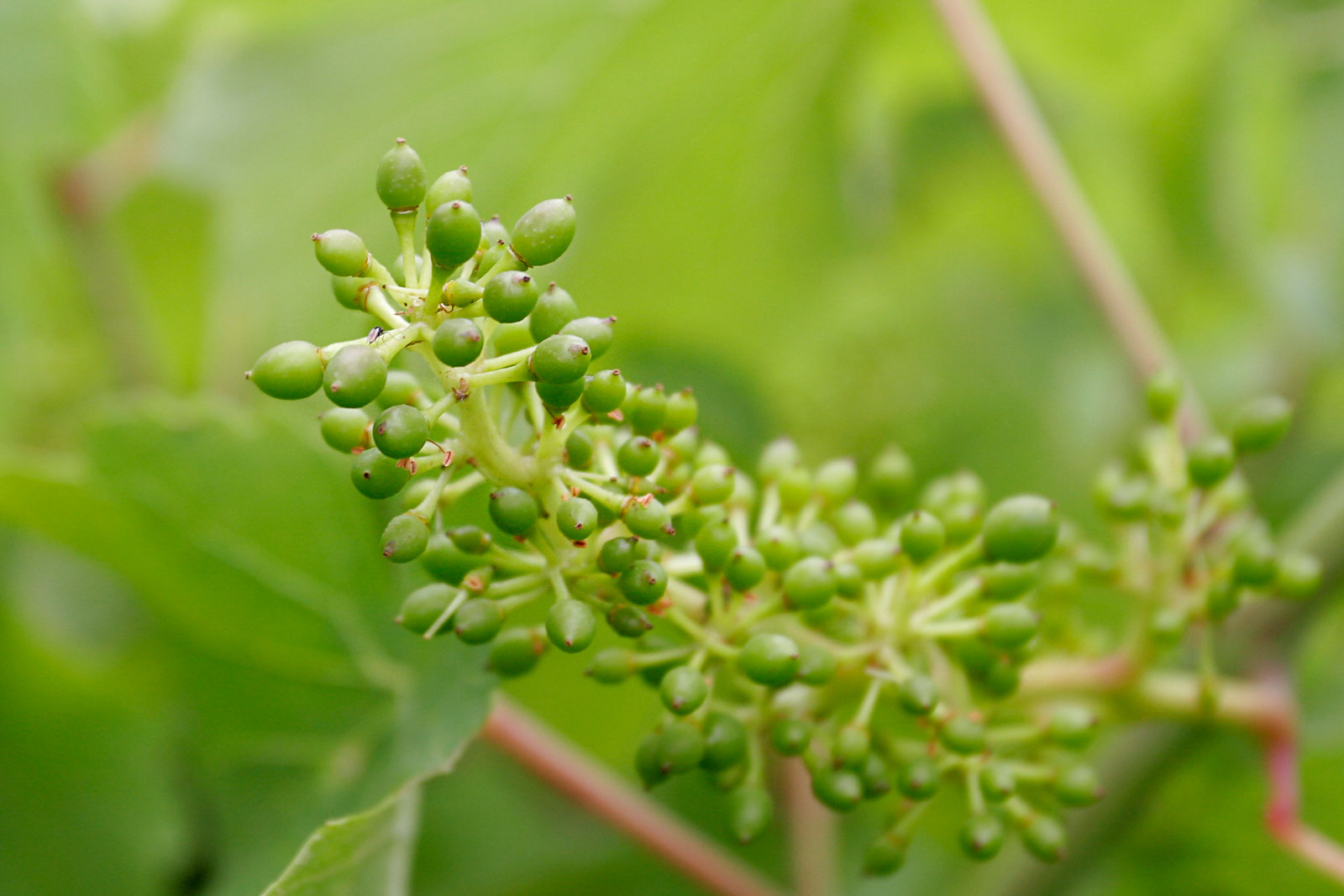
Après la fécondation, le fruit commence à se former.

Le stade de la nouaison suit la floraison presque immédiatement, lorsque la fleur fécondée commence à développer une graine et une baie de raisin pour protéger la graine. Dans l'hémisphère nord, cela a normalement lieu en mai et dans l'hémisphère sud en novembre
Cette étape est très critique pour la production de vin car elle détermine le potentiel de rendement de la culture. Toutes les fleurs de la vigne ne sont pas fécondées, les fleurs non fécondées finissant par tomber. Le pourcentage de fleurs fertilisées est en moyenne d'environ 30 %, mais peut atteindre 60 % ou être beaucoup plus bas. Le climat et la santé de la vigne jouent un rôle important. Une humidité trop faible, des températures élevées et un stress hydrique peuvent réduire considérablement le nombre de fleurs fécondées. La coulure se produit lorsqu'il y a un déséquilibre des niveaux de glucides dans les tissus de la vigne et que certaines baies ne se fixent pas ou tombent simplement de la grappe. Des variétés comme le Grenache et le Malbec sont sujettes à cette nouaison anormale. Le millerandage se produit lorsque certaines fleurs fécondées ne forment pas de graines mais seulement de petites grappes de baies. La taille des baies de raisin dépend du nombre de pépins, de sorte que les baies sans pépins seront nettement plus petites que les baies contenant des pépins. Sur une grappe, il peut y avoir des baies de différentes tailles ce qui peut créer des problèmes lors de la vinification en raison du rapport « peau/pulpe » variable parmi les raisins. Cela peut être causé par une maladie de la vigne, telle que le court-noué, ou par une carence en bore. Le Gewurztraminer et les  clones de  Chardonnay, IA et Mendoza, sont sujets au millerandage.

## Véraison

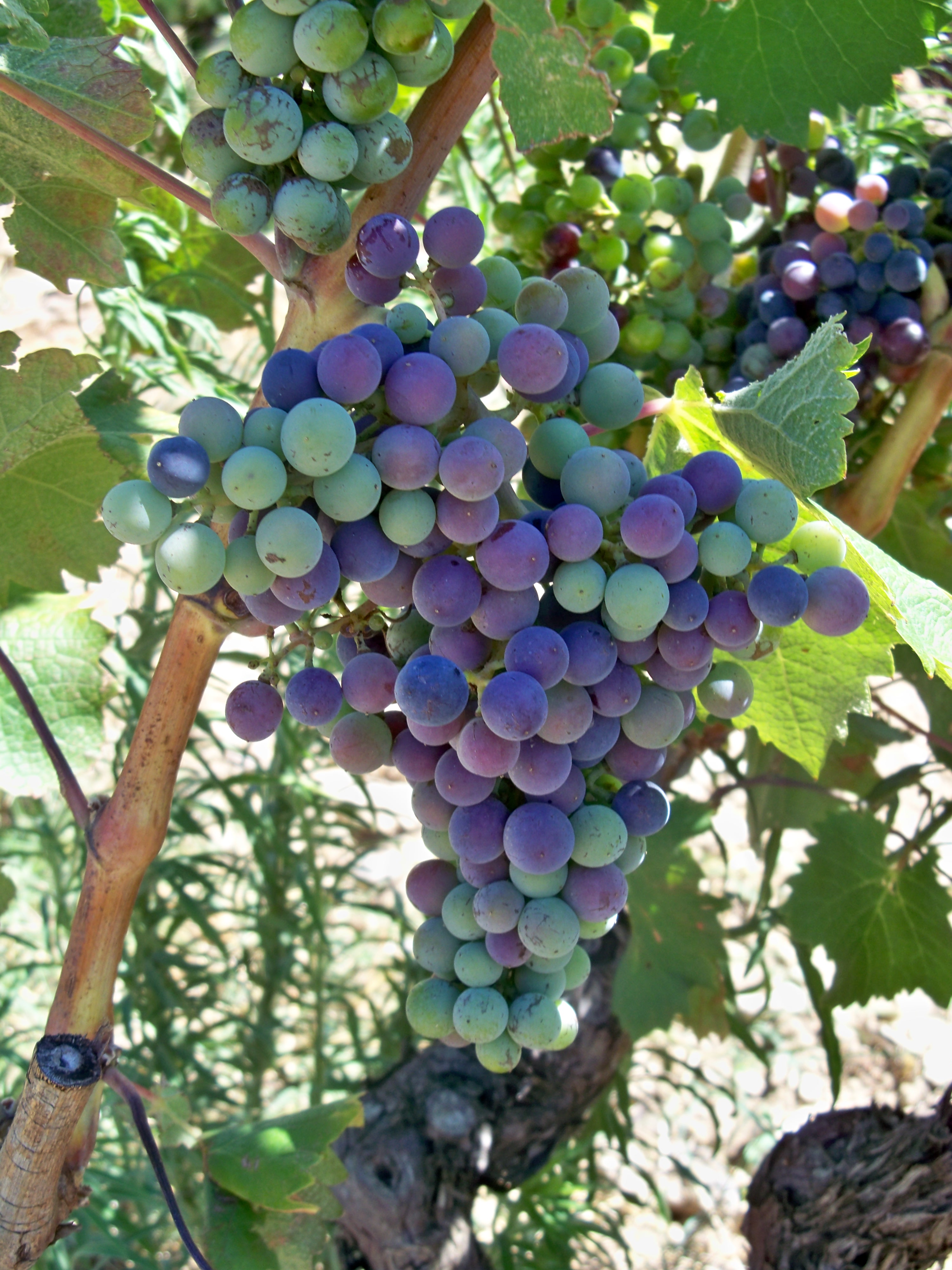
Grappe de raisin en cours de véraison.

Après la nouaison, les baies de raisin sont vertes et dures au toucher. Elles contiennent très peu de sucre et sont riches en acides organiques. Elles commencent à atteindre environ la moitié de leur taille finale lorsqu'elles entrent dans la phase de véraison. Cette étape signale le début du processus de maturation et se déroule normalement environ 40 à 50 jours après la nouaison. Dans l'hémisphère nord, ce sera vers la fin juillet et en août et entre la fin janvier et février pour l'hémisphère sud. Au cours de cette étape, la couleur du raisin prend forme et vire au rouge/noir ou au jaune/vert selon les cépages. Ce changement de couleur est dû au remplacement de la chlorophylle dans la peau des baies par des anthocyanes (raisin de cuve rouge) et des caroténoïdes (raisin de cuve blanc). Les baies commencent à se ramollir au fur et à mesure qu'elles accumulent des sucres. Dans les six jours suivant le début de la véraison, les baies commencent à grossir de façon spectaculaire à mesure qu'elles accumulent du glucose et du fructose et que les acides commencent à diminuer.
Le début de la véraison ne se produit pas uniformément parmi toutes les baies. Généralement, les baies et les grappes les plus exposées à la chaleur, vers l'extérieur de la canopée, sont les premières à subir la véraison, et celles plus proches du tronc et sous l'ombre de la canopée sont les dernières. Dans les vignobles, certains facteurs peuvent contrôler le début de la véraison, un stress hydrique limité et une gestion de la canopée créant un rapport « fruits/feuilles » élevé peuvent encourager la véraison. En effet, la vigne est biologiquement programmée pour canaliser toute son énergie et ses ressources vers les baies qui abritent ses semences, afin de leur offrir une meilleure chance de survie. A l'inverse, des vignes très vigoureuses avec un ombrage foliaire abondant pour la photosynthèse et l'approvisionnement en eau retarderont le début de la véraison car l'énergie sera dirigée vers la poursuite de la croissance végétative. Pour la production de vin de haute qualité, on considère comme idéal d'avoir une véraison plus précoce. Pendant cette période, les sarments de la vigne commencent à mûrir, passant rapidement du vert au brun et durcissant en se lignifiant. La vigne commence à détourner une partie de sa production d'énergie vers ses réserves en vue du prochain cycle de croissance.

## Après la récolte

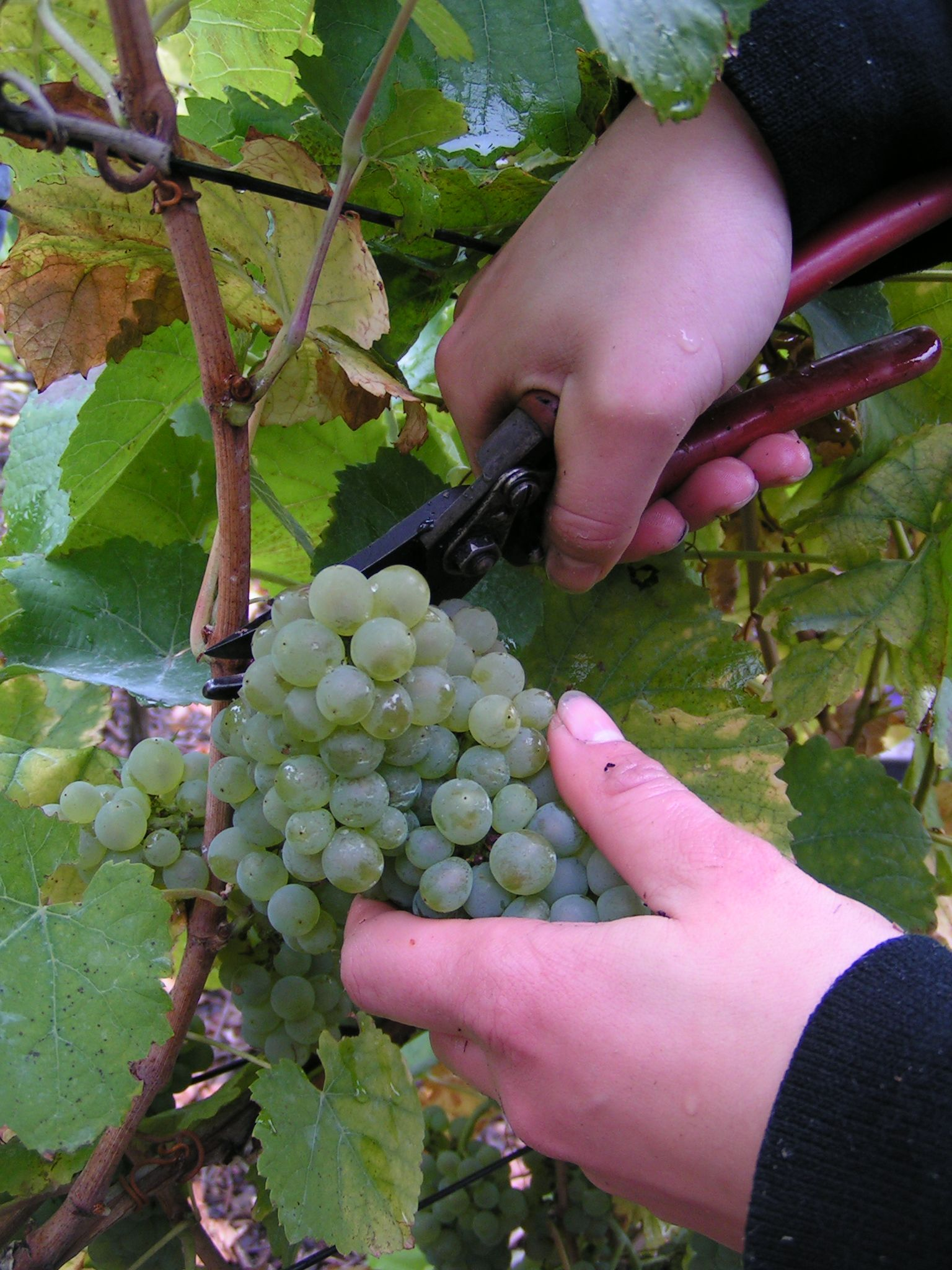
Vendange.

Dans le vignoble, l'avant-dernière étape est la récolte au cours de laquelle les raisins sont retirés de la vigne et transportés à la cave pour commencer le processus de  vinification. Dans l'hémisphère nord, c'est généralement entre septembre et octobre tandis que dans l'hémisphère sud, c'est généralement entre février et avril. Le moment de la vendange dépend de divers facteurs, notamment de la détermination subjective de la maturité. Au fur et à mesure que le raisin mûrit sur les vignes, les sucres et le pH augmentent tandis que les acides (tels que l'acide malique) diminuent. Des tannins et d'autres composés phénoliques se développent également, ce qui peut affecter la saveur et les arômes du vin obtenu. La menace des intempéries et des maladies de la vigne (telles que la pourriture grise) peut également jouer un rôle dans le calendrier. L'équilibre de tous ces facteurs contribue au moment où un vigneron ou un directeur de vignoble décide qu'il est temps de vendanger.
Après la récolte, la vigne poursuit le processus de photosynthèse, créant des réserves de glucides à stocker dans les racines et le tronc. Elle continue à le faire jusqu'à ce qu'un niveau approprié de réserves ait été stocké. À ce stade, la chlorophylle des feuilles commence à se décomposer et les feuilles passent du vert au jaune. Après le premier gel, les feuilles commencent à tomber alors que la vigne entre dans sa période de dormance hivernale. Le printemps suivant, le cycle recommence.